# ヤマハ・チャピィ

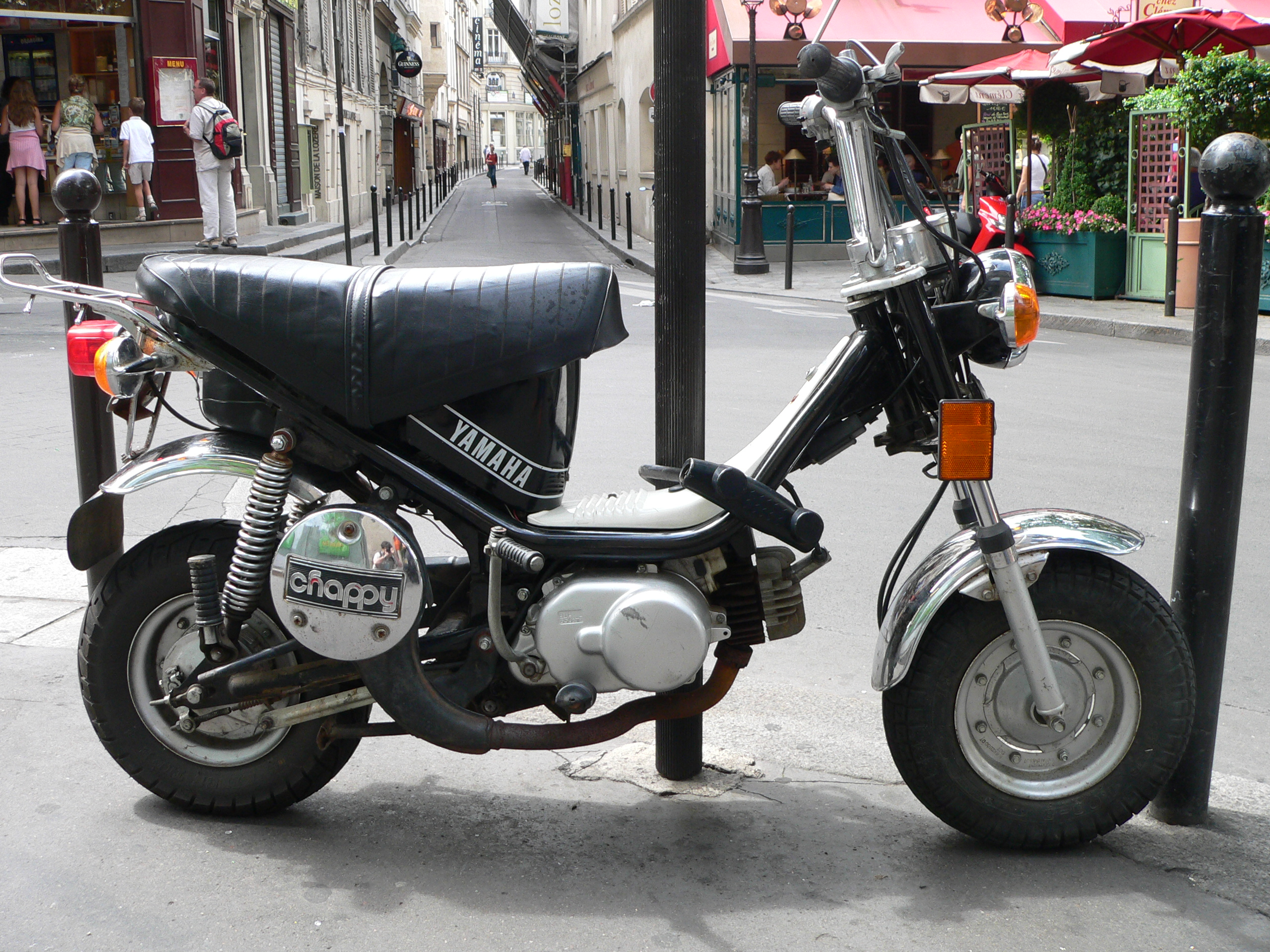
チャピィ

チャピィ(chappy) は、ヤマハ発動機が製造していたオートバイ（原動機付自転車）である。

## 概要
1973年6月発売。ジッピィ（LB50I）に続くレジャーモデル第2弾として、都会で暮らす女性をメインに、誰もが手軽に乗れるバイクとして開発された。
エンジンは2ストローク単気筒で低・中速重視となっており、49cc、3.5psのチャピィ50（LB50II）と72cc、4.5psのチャピィ80（LB80II）の2種類がラインナップされた。
トランスミッションはオートマチックメイトと同様の機構を採用した2速オートマチックが搭載され、1974年2月にハンドクラッチ式ロータリー4速、1976年3月に自動遠心クラッチ式ロータリー3速が追加された。ブレーキ操作はオートマチック車が前後ともハンド式で、自動遠心クラッチを含むマニュアル車が前輪ハンド式、後輪フット式である。
1975年7月には燃料タンクが大型化、横開きシート、オーディオパイロット（ウインカーブザー）、オートマチック車にレッグシールドが採用され、チャピィ80はダブルシートの2人乗りに変更された。
1979年11月には角型ヘッドライト、CDI点火方式、燃料計、レギュレーターが新たに採用された。